# Fiskarhustruns dröm

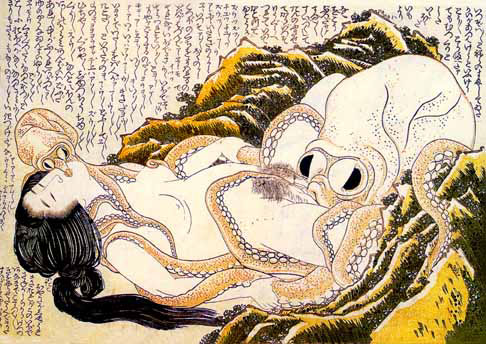
Tako to ama (Bläckfiskar och pärldykerska), 1814, tillskriven Katsushika Hokusai.

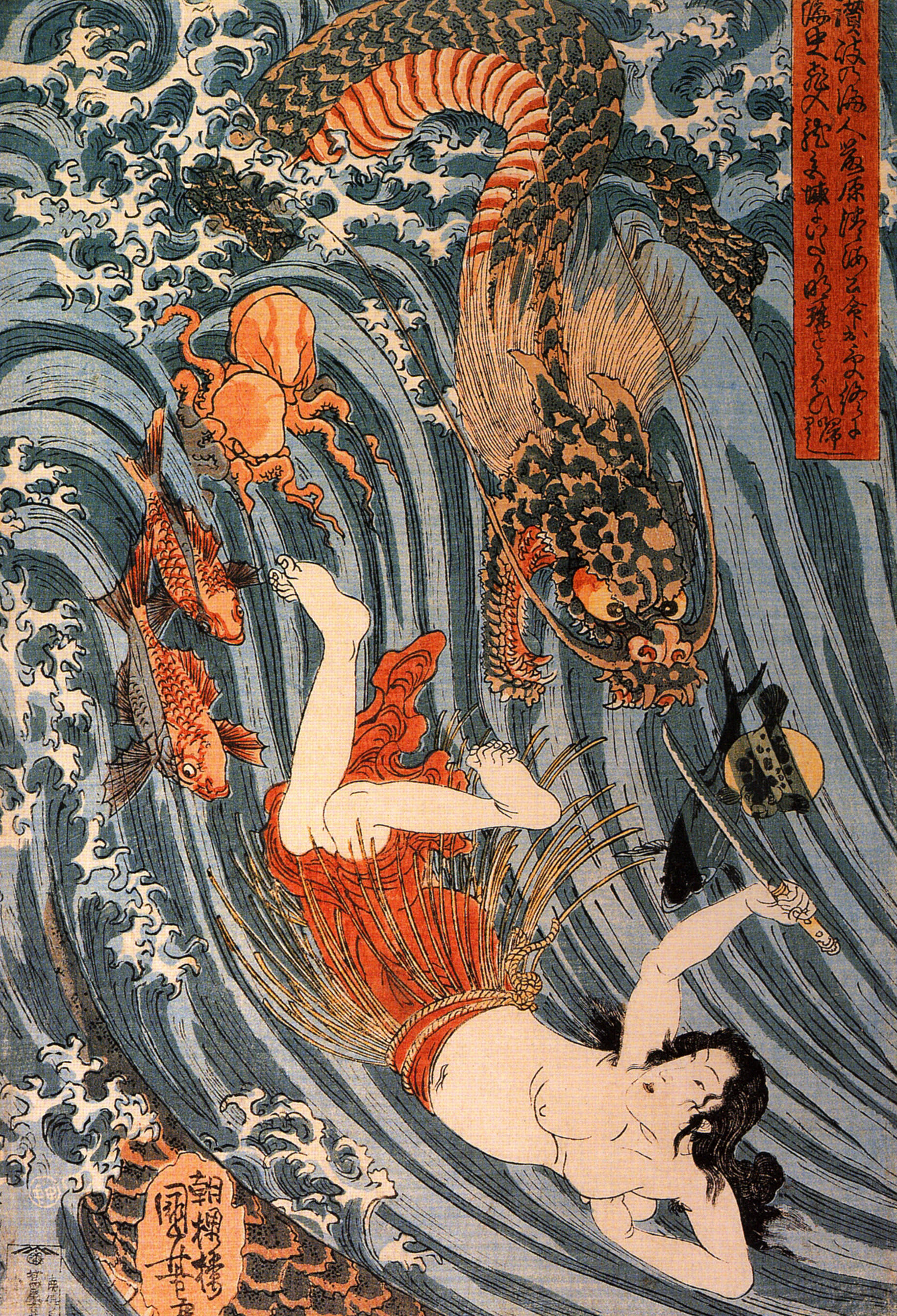
Pärldykerskan Tamatori förföljs av drakkungen, träsnitt av Utagawa Kuniyoshi

Fiskarhustruns dröm, med japansk skrift 蛸と海女, är det vanligen använda namnet på ett känt japanskt erotiskt träsnitt från 1814 som tillskrivs Katsushika Hokusai.
Fiskarhustruns dröm, egentligen Tako to ama (Bläckfiskar och pärldykerska), är en bild i genren shunga  som ingår i samlingen Kinoe no kamatsu (Unga tallar). Den publicerades anonymt under pseudonymen Shiunan Ganko 1814. Bruket av pseudonymer för denna typ av ukiyo-e var inte ovanligt. Unga tallar är ett planschverk i tre delar, med tolv, tolv, respektive 14 illustrationer per del.
Motivet är explicit sexuellt och föreställer en trekant med en naken kvinna som uppvaktas av två bläckfiskar. Den större bläckfisken har armar kring kvinnans lår och berör hennes könsorgan med sin mun i cunnilingus, medan den mindre har sina armar runt hennes hals och kysser hennes mun.
Det var inte ovanligt i shungagenren att avbilda ovanliga sexuella kontakter. Däremot var det ovanligt att kvinnan i bilden var helt naken; sådan nakenhet ansågs inte erotiskt upphetsande under denna epok i japansk historia. Bildmotivet anspelar på en sägen om pärldykerskan Tamatori. I denna berättelse stjäl Tamatori en pärla av drakkungen. Med sina havslevande undersåtar, däribland bläckfiskar, följer drakkungen efter henne. 
Sägnen om Tamatori har också senare illustrerats av Utagawa Kuniyoshi. Hokosais bildmotiv med bläckfiskarna har tagits upp i många japanska teckningar i modern tid. 
Träsnittet kan ses som ett tidigt exempel på tentakelerotik.